# اندیس دینار کوه (نهر نمک)
دینار کوه(نهر نمک) یک اندیس غیرفلزی است که در حوالی شهر ابدانان استان ایلام قرار دارد و از جنگل و مراتع سرسبز بسیاری پوشیده شده است و هم چنین دارای کیاهان دارویی زادی میباشد 
```
مادهٔ معدنی
 موجود در آن، 
نمک
 است.سنگ میزبان این اندیس مارن و رس و گچ(گچساران) است  
[
۱
]
```